# Elisabeth Wollman
Pour les articles homonymes, voir Wollman.
Elisabeth Wollman (1888‑1943) est une biologiste française d'origine juive russe, morte en déportation à Auschwitz.

## Biographie
Elisabeth Michelis est née, le 15 août 1888, dans une famille juive de Minsk (Empire russe).
Elle fait des études de physique à l’université de Liège, puis s'installe à Paris ou elle se marie, en 1909, avec Eugène Wollman.
Elle est arrêtée le 4 décembre 1943 au domicile familial, 12 rue Olier, dans le 15e arrondissement de Paris, et déportée, avec son mari Eugène Wollman à Auschwitz, par le convoi 63, le 17 décembre 1943, partant du camp de Drancy et assassinés à leur arrivée à Auschwitz.
Elle est la mère d'Élie Wollman, professeur et sous-directeur (1966-85) de l’Institut Pasteur.

## Carrière
Elle collabore, à titre bénévole, à l'Institut Pasteur, d'abord aux travaux de laboratoire de Jacques Duclaux (1910‑1920), puis aux travaux scientifiques d'Eugène Wollman (1915, 1923‑1943).

## Œuvres et publications

### En collaboration avec Eugène Wollman
- « Les "phases" des bactériophages (facteurs lysogenes) », in : Comptes Rendus Hebdomadaires des Séances et Mémoires de la Société de Biologie, 124, 1937: 931–934, lire en ligne sur Gallica.
- « Les microbes dans l'alimentation des têtards », in : Comptes rendus des séances de la Société de biologie et de ses filiales, 1915, 67, t. 78, p. 195-197, lire en ligne sur Gallica.
- « Sur la transmission "parahéréditaire" de caractères chez les bactéries », in : Comptes rendus des séances de la Société de biologie et de ses filiales, 93, 1925: 1568-1569.
- « Bactériophagie spontanée et dissociation du Bacillus subtilis », in : Comptes rendus des séances de la Société de biologie et de ses filiales, 1930, 82, vol. 105, t.3, p. 248-250, lire en ligne sur Gallica.
- « Mise en liberté des bactériophages d'une souche spontanément lysogène par l'action du lysozyme », in : Comptes rendus des séances de la Société de biologie et de ses filiales, 119 (1935): 47-50.
- « Comportement du B. megatherium lysoglène et de son bactériophage en milieu décalcifié », in : C R Soc. Biol, 121 (1936): 302.
- « Régénération des bactériophages chez le Bacille megatherium lysogene », in : C R Soc. Biol, 122 (1936): 190-192.
- « Conservation de la fonction lysogène chez B. megatherium cultivé en présence de sérum antibÉactériophage », in : C R Soc. Biol Paris, 122 (1936): 871.

## Hommage
- Une plaque à la mémoire d’Eugène, Elisabeth et Élie Wollman, apposée sur la façade du pavillon Émile-Roux de l’Institut Pasteur est dévoilée le 23 septembre 2009, en présence de la professeur Alice Dautry, directrice générale de l’Institut Pasteur et de membres de la famille Wollman[3].